# Sezemice (Pardubice)
Sezemice é uma cidade checa localizada na região de Pardubice, distrito de Pardubice.